# Restaurant Oberstadt
Das Restaurant Oberstadt in Baden, Kanton Aargau, Schweiz, wurde 1890 gebaut und 1896 vom Zürcher Architekten Karl Strasser mit dem markanten Turmaufbau erweitert. Das Gebäude neben dem historischen Bahnhof von Baden dient im Erdgeschoss seit jeher der gastronomischen Nutzung.

## Geschichte
Im Jahr 1890 wurde das Oberstadt als Restaurant des alten Bahnhofs von Baden gebaut und kurz darauf vom Zürcher Architekten Karl Strasser erweitert.
Die Architektur des Gebäudes weist grosse Formvielfalt auf, die durch wiederkehrende Fassadenelemente wie Eckquader, gleichartige Fenstereinfassungen und Fensterläden zusammengehalten wird. Am auffälligsten ist der Turm mit seinem Glockendach, das wiederum von einem kleineren Zwiebeltürmchen auf verziertem Sockel abgeschlossen wird. Um den Turm gruppieren sich mehrere Baukörper mit geknicktem Sattel- und Krüppelwalmdach.
Von den Umbauten ist die Verlegung des Restauranteingangs an der Fassade im Jahr 1965 am stärksten wahrnehmbar. Im Zuge einer grösseren Renovation des gesamten Gebäudes 2004 wurden 11 Wandgemälde im Restaurant wiederhergestellt. Im gleichen Zug erhielt das Haus eine neue Bedachung. Durch seine Dimensionen, die Funktion als Restaurant und seine markante und qualitätsvolle Gestaltung ist das Gebäude ein wichtiger Bezugspunkt im Quartier rund um den Vorplatz des Bahnhofs Oberstadt. Aktuell ist das Restaurant mit 14 Gault-Millau-Punkten gelistet und gehört zu den besten Adressen der Region.
Das Gebäude ist im Verzeichnis der Inventarobjekte der Stadt Baden enthalten und Teil des Transformationsgebiets Oberstadt.